# 拉圖爾內特山
拉圖爾內特山（法語：La Tournette）是法國的山峰，位於該國東部，由上薩瓦省負責管轄，處於安錫湖以東，屬於薩瓦前阿爾卑斯山脈的一部分，海拔高度2,351米，山體由沉積岩組成。